# 東京電機大学システムデザイン工学部
東京電機大学システムデザイン工学部（とうきょうでんきだいがくしすてむでざいんこうがくぶ）は、東京電機大学に設置されている学部の一つ。
東京電機大学大学院システムデザイン工学研究科（どうきょうでんきだいがくだいがくいんしすてむでざいんこうがくけんきゅうか）は、東京電機大学が設置する大学院研究科。
キャンパスは、東京千住キャンパス。

## 概要
東京電機大学システムデザイン工学部は、2017年（平成29年）に設立された。情報化社会の基盤となる「情報システム工学」とものづくりを支える「デザイン工学」、この2つの技術を縦横無尽に駆使して新たな価値を生み出すことができる技術者、実業家の育成を目指している。
大学1年から、手と頭を使う実践的カリキュラムを導入し、学生たちは実際に手を動かす演習、実験、ワークショップを経験する。早期からプログラミングとものづくりを体感することで、ものづくりの喜びや創意工夫する力を養成する。
情報システム工学科では、ビッグデータ・超高速ネットワークの時代に対応できるように、「ネットワーク・コンピュータ」、「データサイエンス」、「プログラミング」分野に関する最先端の知識と技術を学んでいく。情報通信の理論的な基盤である情報伝送理論、符号化理論、暗号理論、暗号、認証方式といったセキュリティの基本から最新のネットワークの技術も学んでいく。
デザイン工学科では、製品を作ること、その製品を作るうえで、どんなアイデアが必要か、その製品はどんな意味があるのか、それで何をするか、その製品を使う人が何を感じるか、その先の社会的な意味や意義はどんなものか、を広く含んだ「デザイン力」を学んでいく。そして、人の感性や行動を理解したうえで、工学の知識と技術を駆使してグローバルな環境で｢モノ・サービス・空間｣を具現化できる実践力を身につけていく。

## 沿革

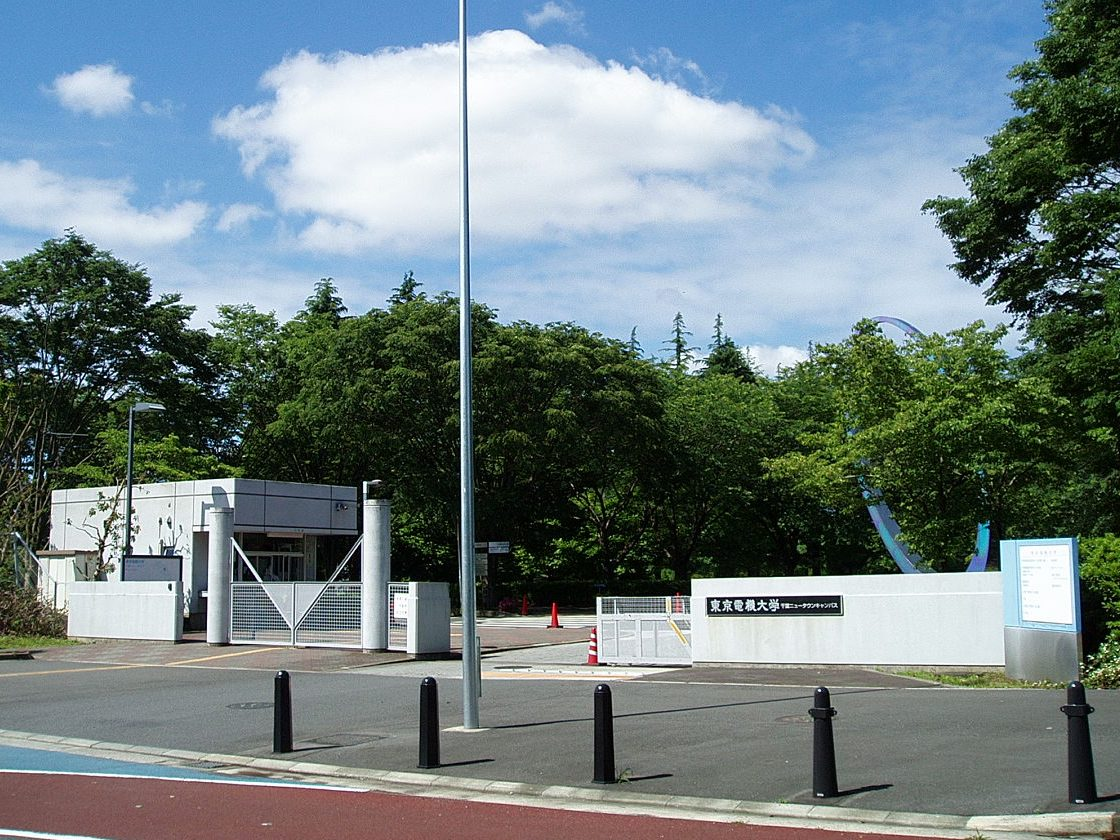
移転前の千葉ニュータウンキャンパス

- 1949年（昭和24年） -  東京電機大学設立。工学部第一部（電気工学科、電気通信工学科）設置。
- 1952年（昭和27年） -  工学部第二部開設。電気工学科設置。
- 1993年（平成05年） -  工学部の電気通信工学科を情報通信工学科に名称変更。
- 2001年（平成13年） -  千葉ニュータウンキャンパスに情報環境学部（情報環境工学科、情報環境デザイン学科）を開設。
- 2006年（平成18年） -  情報環境学部を2学科から1学科に統合し、情報環境学科に変更。
- 2012年（平成24年） -  東京千住キャンパスが開校。
- 2017年（平成29年） - 情報環境学部の募集停止。システムデザイン工学部（情報システム工学科、デザイン工学科）を設置。
- 2021年（令和03年） - 大学院システムデザイン工学研究科修士課程（情報システム工学、デザイン工学専攻）開設[2]。

## 学部・学科
- システムデザイン工学部
  - 情報システム工学科
  - デザイン工学科

## 大学院
- システムデザイン工学研究科 - 修士
  - 情報システム工学専攻
  - デザイン工学専攻

## 学部長
- 前田英作